# Sergio Ermotti
Sergio Pietro Ermotti (Lugano, 11 maggio 1960) è un banchiere e manager svizzero, dall'aprile 2023 Amministratore Delegato  del gruppo UBS.
In precedenza, ha lavorato per UniCredit Group, ricoprendo il ruolo di responsabile della divisione Markets & Investment Banking dal dicembre 2005 e, dal 2007 al 2010, di Amministratore Delegato del gruppo (A.D.) responsabile del Corporate & Investment Banking e del private banking. Dal 1987 al 2003, ha lavorato presso Merrill Lynch & Co. ricoprendo diversi ruoli, tra cui quello, come membro dell'Executive Management Committee per il Global Markets & Investment Banking dal 2001, di co-responsabile del settore mercati azionari globali.
Ermotti ha assunto la carica di A.D. del gruppo UBS dopo il "trader scandal" del 2011, implementando rigorose politiche aziendali in materia di standard nella gestione dei rischi. Al contempo, ha avviato un'importante ristrutturazione della banca, ridefinendo la strategia e ponendo al centro la gestione patrimoniale e il business svizzero, accanto all'asset management e ad un'attività di investment banking più mirata e leggera dal punto di vista del capitale. Guidando l'azienda per quasi un decennio, Ermotti è stato il più longevo CEO di UBS. Nel febbraio 2020, UBS ha annunciato che Ralph Hamers, allora CEO di ING Groep, sarebbe succeduto a Sergio Ermotti come CEO del Gruppo a partire dal 1º novembre 2020.
È stato ipotizzato un suo passaggio alla politica svizzera dopo la carriera bancaria. Ermotti ha smentito le voci in merito a una sua partecipazione alle competizioni politiche per il Consiglio federale dichiarando di "non essere un politico". Oltre all'italiano, Ermotti parla correntemente inglese, tedesco e francese.
Dal 5 aprile 2023 è di nuovo amministratore delegato di UBS.

## Biografia
Nipote di un italiano immigrato nel Canton Ticino, è nato l'11 maggio 1960 a Lugano, Svizzera, Sergio Pietro Ermotti all'età di 15 anni lascia la scuola per perseguire la sua aspirazione a lavorare nel mondo del calcio. Più tardi deciderà di svolgere un apprendistato presso la Cornèr Banca di Lugano. Affascinato dal settore dalla negoziazione titoli e valute estere ha poi iniziato un programma di formazione nel dipartimento titoli della stessa banca. Ha conseguito l'attestato federale di esperto bancario e, più tardi nella sua carriera bancaria, ha conseguito l'Advanced Management Program dell'Università di Oxford.

## Carriera professionale

### Citigroup
Terminato l'apprendistato alla Cornèr Banca, nel 1986, Ermotti inizia la sua carriera nel trading presso la Citibank di Zurigo, dove ricoprirà in seguito il ruolo di Resident Vice President.

### Merrill Lynch
Nel 1987, Ermotti passa a Merrill Lynch dove ricoprirà diverse posizioni, inizialmente nei derivati azionari e nei mercati dei capitali, contribuendo all'espansione dell'attività di mercato dei capitali della banca in Svizzera. Nel 1993, viene promosso alla posizione di Managing Director e si trasferisce presso la sede di Londra come responsabile dell'unità dei derivati azionari per la regione Europa, Medio Oriente e Africa (EMEA). Tre anni dopo, nel 1996, Ermotti si trasferisce a New York, inizialmente come dirigente del trading dei derivati globali e poi come co-responsabile del settore mercati azionari globali e membro dell'Executive Management Committee for Global Markets & Investment.

### Unicredit
Nel 2005, Ermotti lascia Merrill Lynch per unirsi a UniCredit, presso la sede di Milano, ricoprendo la carica di responsabile della divisione Markets & Investment Banking. Due anni dopo viene nominato Deputy CEO del Gruppo e responsabile dei settori corporate investment bank e private banking, carica che ricoprirà fino al 2010.

### UBS
Nell'aprile del 2011 Ermotti è nominato Presidente del Consiglio d'Amministrazione di UBS e CEO della divisione EMEA ed entra a far parte del Group Executive Board nell'aprile 2011. È stato nominato CEO del Gruppo ad interim nel settembre 2011 e in via definitiva nel novembre 2011. In risposta al "trader scandal" di UBS del 2011, Ermotti ha inviato una nota interna in cui affermava: "Voglio chiarire che l'interesse personale di nessuno, né l'ammontare dei ricavi, valgono più della reputazione della banca".
Ermotti è stato membro del Consiglio di Amministrazione della Borsa di Londra tra il settembre 2008 e il luglio 2013. Nel 2012 ha affidato a un collega di Merrill Lynch, Andrea Orcel, la guida del ramo investment banking di UBS, assistendolo infine nella gestione dello scandalo Libor del 2013, in un'importante ristrutturazione aziendale e in una forte espansione delle attività di fusione e acquisizione (M&A). Quando UBS AG è stata trasformata in una holding nel 2014, Ermotti è stato eletto Group CEO di UBS Group AG.
Nel 2015, il quotidiano svizzero Schweiz am Sonntag lo ha nominato come il manager di maggior successo di una società quotata nello Swiss Market Index. Il suo stipendio nell'anno fiscale 2017 è stato stimato in 14,9 milioni di dollari.

### Swiss Re
Nel marzo 2020 Swiss Re, una delle maggiori compagnie di riassicurazione al mondo, ha candidato Ermotti per l'elezione al Consiglio di Amministrazione di Swiss Re, annunciando nel 2021 la sua nomina come prossimo Presidente, succedendo a Walter Kielholz. Alla fine di aprile 2023, Sergio Ermotti ha lasciato questa carica per assumere un nuovo incarico presso UBS.
Ermotti è anche un membro del Consiglio di Amministrazione di Ermenegildo Zegna N.V.

## Altre attività

### Mandati precedenti
Sergio Ermotti era direttore non esecutivo della London Stock Exchange Group dal 1 ottobre 2007 al 18 luglio 2013. Ha lavorato come direttore di Virt-X Limited e Virt-X Exchange Limited dal luglio 2002 ad aprile 2003. È stato anche membro del Consiglio di sorveglianza della Banca Pekao S.A. (precedentemente Banca Polska Kasa Opieki Spólka Akcyjna) dal 26 aprile 2010 al 23 febbraio 2011.
È stato inoltre membro del Consiglio di amministrazione di UBS Optimus Foundation e UBS Business Solutions AG, della Fondazione Lugano per il Polo Culturale con sede a Lugano, della Global Apprenticeship Network, del Financial Services Forum, del Consiglio di sorveglianza della Bayerische Hypo- und Vereinsbank AG e della Banca Austria Wohnbau Gewinnscheine.

### Mandati attuali
Ermotti è presidente della Fondazione Ermotti, con sede a Lugano, dal 2011, anno di fondazione dell'omonima Fondazione. È inoltre membro della Camera di commercio svizzero - americana, dell'Institut International d'Etudes Bancaires e del Consiglio della Saïd Business School Global Leadership dell'Università di Oxford.

## Retribuzione
Nel 2014 gli sono stati riconosciuti compensi complessivi per 11,1 milioni di franchi svizzeri (circa 10 milioni di euro), e 10,7 milioni nel 2013. Tuttavia, nel 2016 il suo stipendio è diminuito rispetto all'anno precedente: da 14,3 a 13,7 milioni di franchi.

## Vita privata
Ermotti è sposato e ha due figli. Tifa la squadra di calcio svizzera FC Lugano e la squadra di calcio italiana A.C. Milan.